# 오영희
오영희(1969년 3월 22일 ~ )는 대한민국의 정치인이다. 제10대 공주시장을 역임했다.

## 학력
- 상서국민학교 (졸업)
- 공주여자중학교 (졸업)
- 공주여자고등학교 (졸업)
- 공주교육대학교 (졸업)

## 역대 선거 결과
|  | 34.4% |

|  | 21.82% |